# Paepalanthus chimantensis
Paepalanthus chimantensis är en gräsväxtart som beskrevs av Nancy Hensold. Paepalanthus chimantensis ingår i släktet Paepalanthus och familjen Eriocaulaceae. Inga underarter finns listade i Catalogue of Life.